# بخش میلتون (شهرستان ماهونینگ، اوهایو)
بخش میلتون (به انگلیسی: Milton Township) یک منطقهٔ مسکونی در ایالات متحده آمریکا است که در شهرستان ماهونینگ، اوهایو واقع شده‌است.
 بخش میلتون ۶۵٫۶ کیلومتر مربع مساحت و ۳٬۷۵۹ نفر جمعیت دارد و ۲۹۴ متر بالاتر از سطح دریا واقع شده‌است.